# A Trágica História de Romeu e Julieta

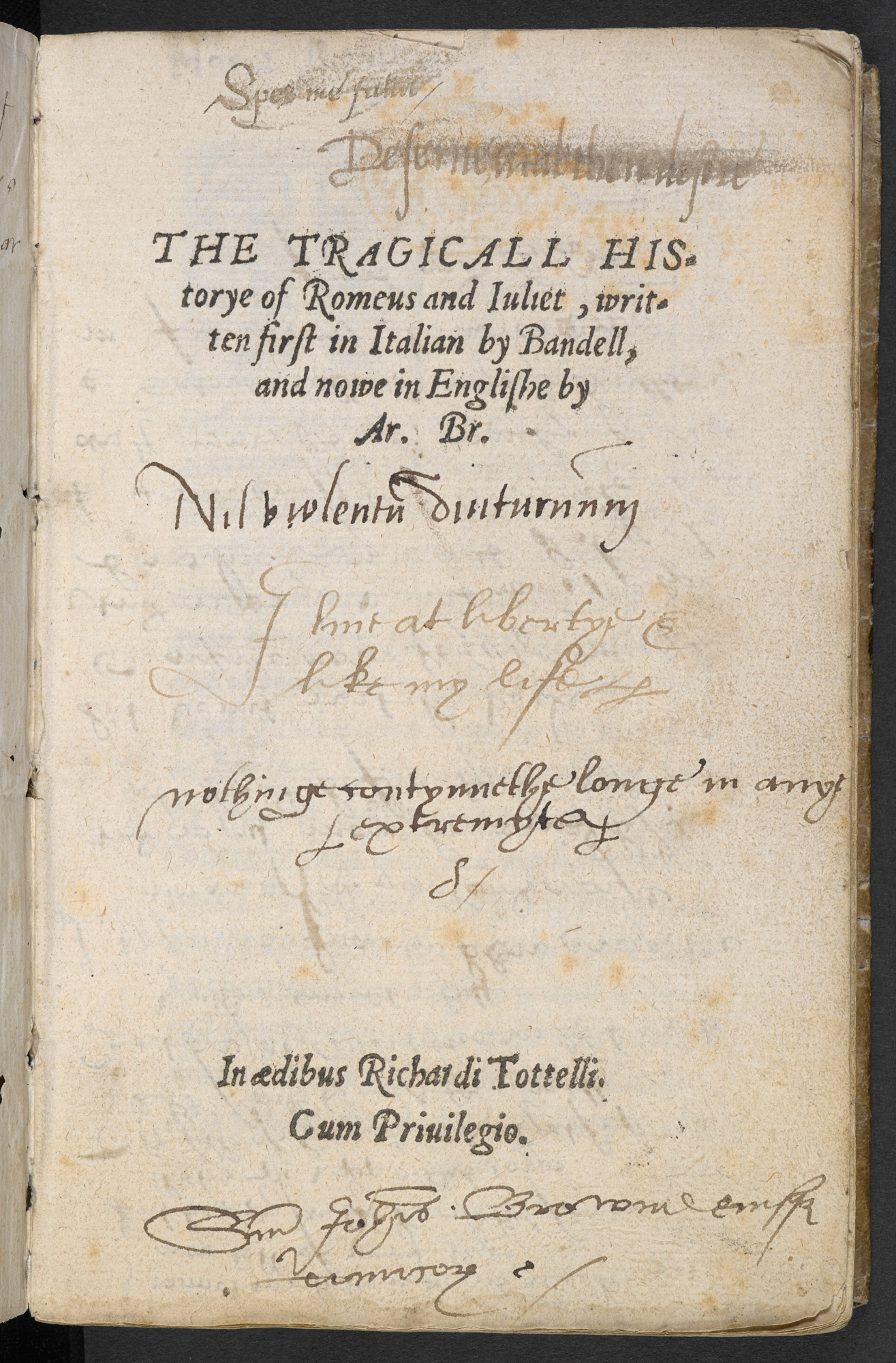
Frontíspicio de A Trágica História de Romeu e Julieta, 1562.

A Trágica História de Romeu e Julieta (originalmente, The Tragicall Historye of Romeus and Juliet) é um poema narrativo, publicado pela primeira vez em 1562 por Arthur Brooke, que o traduziu de um poema italiano de Bandello. Pouco se sabe sobre Arthur Brooke, apenas que ele se afogou em 1563 por conta do naufrágio que ocorreu enquanto atravessava um mar com a meta de auxiliar as Forças Protestantes na França. 
A Trágica História de Romeu e Julieta é a obra-chave que serviu como fonte principal para o Romeu e Julieta de William Shakespeare.